# 젝세로이텐
젝세로이텐(독일어: Sechseläuten, 취리히 독일어 : Sächsilüüte, "6시 종소리")은 20세기 초부터 현재의 형태로 일반적으로 4월 세 번째 월요일에 열리는 스위스 취리히의 전통적인 봄 휴가이다.

## 뵈외크 태우기
길드(Zünfte)의 퍼레이드에 이어, 휴일의 클라이막스는 폭발물로 준비된 눈사람의 형상인 뵈외크(Böögg) 형태의 인형으로 겨울을 태우는 것이다. 뵈외크(Böögg)라고 하는 헝겊 인형을 태우는 관습은 젝세로이텐 보다 앞선 것이다. 뵈외크(보기와 동족)는 원래 카니발 시즌 동안 장난을 치고 무서운 아이들을 만드는 가면을 쓴 캐릭터였다.

## 역사
축제의 뿌리는 여름 근무 시간의 첫날이 도시 전역의 길드홀에서 경축하던 중세 시대로 거슬러 올라간다. 그 시대의 조례는 노동일의 길이를 엄격하게 규제했다. 겨울 학기 동안 모든 작업장의 작업은 낮이 있는 동안 계속되었지만, 여름 학기(즉, 춘분 다음 월요일에 시작)에는 교회의 종이 6시에 울리면 작업을 중단해야 한다고 법으로 선언되었다. 젝세로이텐은 문자 그대로 ‘6시 종소리’로 번역되는 스위스 독일어 단어이다. 여름 근무 시간으로 변경하는 것은 사람들이 일광 시간이 아닌 일부 시간을 보내는 계절의 시작을 표시했기 때문에 전통적으로 즐거운 행사였다.
봄에 뵈외크 피규어(‘보기’에 대한 스위스 독일어 용어, 기원은 무서운 봉제 인형)는 젝세로이텐과 직접적인 관련이 없는 18세기 후반과 19세기 초반에 도시의 여러 곳에서 입증되었다. 젝세로이텐 퍼레이드와 공식 뵈외크를 태우는 방식은 1902년에 도입되었다.
1902년부터 1951년까지, 공휴일은 춘분 다음 첫 번째 월요일에 열렸다. 그날 프라우뮌스터 종은 오후 6시(역사적으로 춘분 일몰시간)에 근무 시간이 끝나는 것을 표시하기 위해 올해 처음으로 울렸다. 공휴일은 1952년 4월 셋째 월요일로 옮겨졌다. 늦은 날짜와 1981년에 도입된 서머타임으로 인해 오후 6시에 뵈외크 장작 조명이 이제 일몰 몇 시간 전으로 옮겨졌다. 또한 현재 날짜로 인해 휴일이 5월 1일의 일주일 이내인 경우가 많기 때문에 상위 계층이 지배하는 젝세로이텐과 노동계급 휴일 노동절. 취리히 사회의 두 정치적 기둥의 주요 축제의 이러한 근접성은 과거에 다양한 간섭으로 이어졌다. 예를 들어 젝세로이텐 며칠 전에 좌파 ‘혁명가’에 의해 2006년에 뵈외크가 납치되었다. 그 이후로 몇 개의 뵈외크를 예비로 보관했으며, 주요 하나는 젝세로이텐 광장(대부분의 취리히 야외 활동이 열리는 벨뷰 광장 근처의 오페라 하우스 앞 광장) 근처 은행에 보관되어 있다. 2010년부터 취리히의 길드는 프라우뮌스터 협회의 여성을 허용한다. 젝세로이텐을 연습하기 위해 일반적으로 길드 각각 콘슈타펠 협회의 손님이지만, 여전히 취리히의 공식 길드는 아니다.
2020년과 2021년에 젝세로이텐 퍼레이드는 COVID-19 전염병으로 인해 취소되었다. 2020년은 거의 100년 만에 이런 일이 일어나지 않은 최초의 해였다. 2022년 4월 25일 정상으로 돌아왔다.

## 기후 신탁
대중적인 전통에 따르면 장작불이 켜진 후 뵈외크의 머리가 폭발하는 사이의 시간은 다가오는 여름을 나타낸다. 빠른 폭발은 따뜻하고, 화창한 여름을 약속하고, 춥고 비오는 날을 태워버릴 것을 약속한다. 최단 기록은 1974년 5분 07초, 최장 기록은 2016년 43분 34초다.

### 최근의 젝세로이텐
2007년, 뵈외크의 머리 폭발은 장작불이 켜진 지 12:09분에 발생하여 중간 정도의 따뜻한 여름을 약속했다.
2008년에 폭우로 뵈외쿠와 장작더미 재료가 흠뻑 젖어 소방관들은 초기 점화 후 장작더미에 처음에 던진 15리터의 화재 촉진제와 함께 등유나 연료유를 장작더미에 뿌려야 했다. 뵈외크의 머리가 폭발하는 데 26:01분이 걸렸으며, 이는 여름 날씨가 좋지 않음을 나타낸다. 머리가 전통적으로 폭발하는 대신 매우 조용히 타버린 사실은 많은 혼란을 야기했다. 약 20분 후에 머리는 완전히 타버렸지만, 말뚝에 목의 큰 부분이 매달려 있었다. 당해의 행사를 끝낸 것은 그 작품의 폭발이었다.
2012년에는 12분 07초가 걸렸고, 당해는 뵈외크의 목에 있는 두 폭죽이 모두 폭발하여 약간의 혼란이 있었다. 12분 07초가 마크인 것으로 판정되었다.
2014년에는 머리가 상당히 빠르게(7분 23초) 폭발했지만, 결국 좋지 않은 여름이 되었다.
2015년에는 머리가 아주 빨리 폭발했고 아주 좋은 여름이 되었다.
2016년에는 43분 34초 만에 머리가 폭발해 신기록을 세웠다.
2017년에는 9분 56초 만에 머리가 폭발했다. 빠른 시간과 좋은 여름이 있었다.
2018년에는 20분 31초 만에 머리가 폭발했다.
2019년에는 17분 44초 만에 머리가 폭발했다.
2020년, 젝셀로이텐은 COVID-19 전염병으로 인해 취소되었다.
2021년에는 12분 57초 만에 머리가 폭발했다. 젝세로이텐은 다시 취소되었지만, 뵈외크는 여전히 불타버렸다. COVID-19를 퍼뜨릴 수 있는 군중을 피하기 위해 뵈외크는 우리주의 쇨레넨 협곡으로 이전되었고, 역사상 처음으로 취리히 외곽에서 불탔다.
2022년에는 37분 59초 만에 머리가 폭발했다.

## 추가 이벤트
오늘날 휴가의 추가 이벤트는 다음과 같다.
- 젝세로이텐 이전 일요일에 역사적 민속 의상을 입은 어린이 퍼레이드(Kinderumzug)
- 유서 깊은 복장을 한 26개 길드의 매우 다채로운 오후 퍼레이드는 각각 자체 밴드가 있으며, 대부분은 상당한 규모의 ‘기수 그룹’과 말이 끄는 수레를 타고 뵈외크가 불타고 있는 호숫가의 ‘젝세로이텐 광장’으로 향한다.
- 화톳불을 둘러싸고 있는 길드의 기마부대들의 의례적인 질주
- 길드원과 손님을 위한 점심 및 저녁 연회.
- 아우스추크‘, 26개 길드의 각 대표단이 밤에 자신의 길드홀에 있는 다른 여러 길드를 방문하여 인사, 건배, 재치 및 선물을 교환한다.

## 작세로이텐 행진곡
이 축제 기간 동안 젝세로이텐 행진으로 알려진 대중적인 행진곡이 연주된다. 이 곡의 작곡가는 알려진 바가 없으며, 러시아에서 유래했을 것으로 추정하고 있다.

## 갤러리

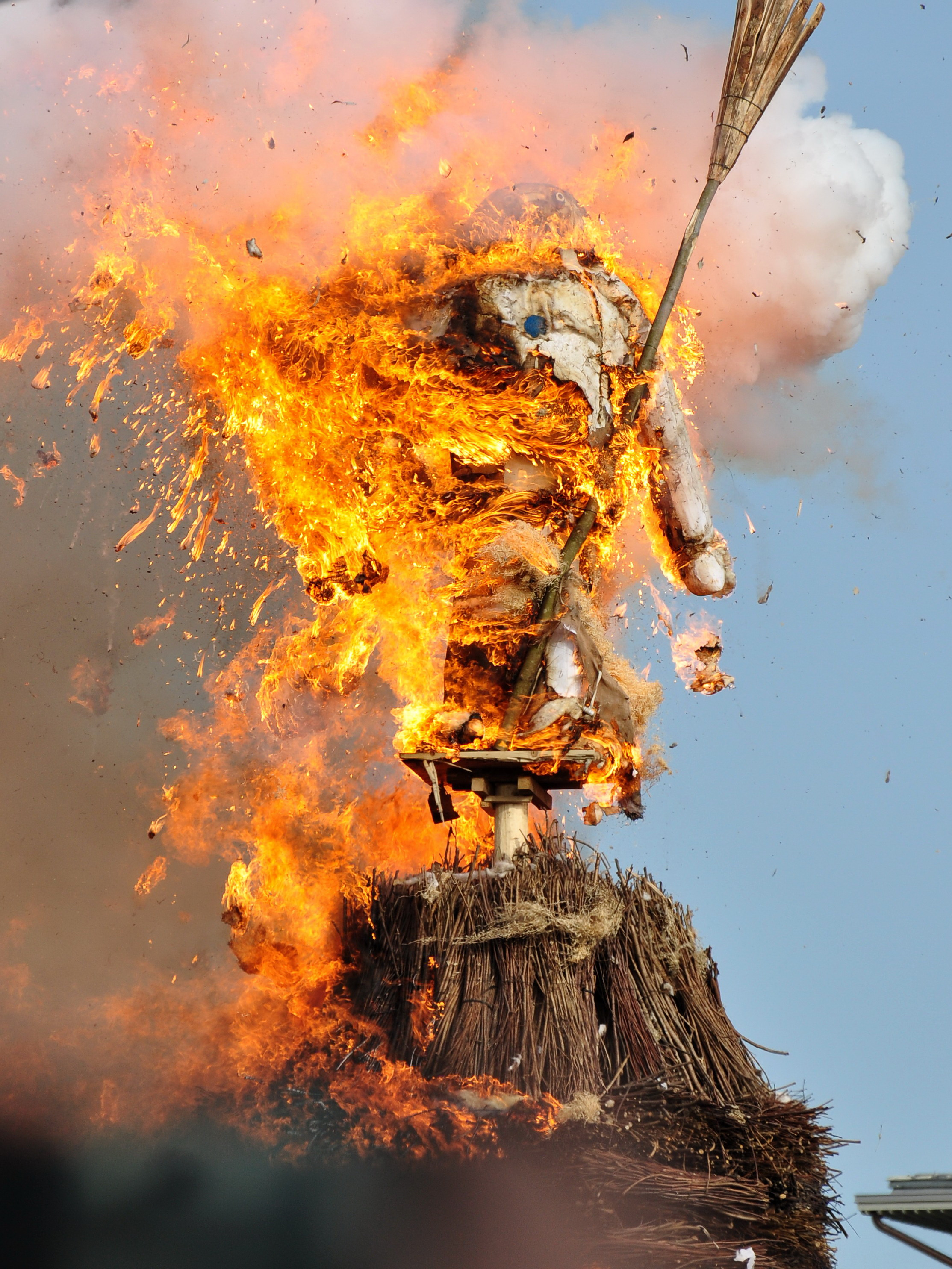
뵈외크 2011
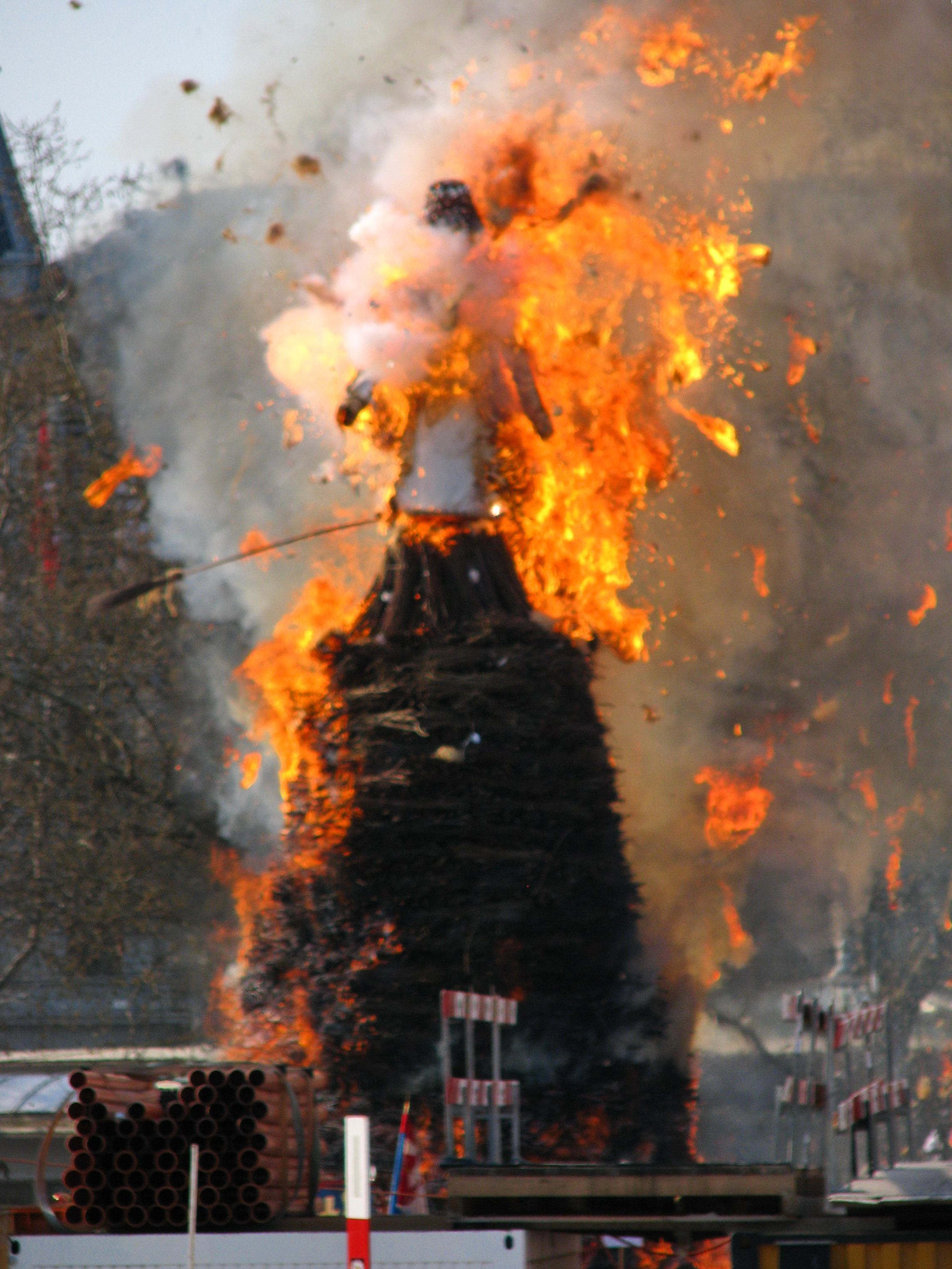
뵈외크 2010
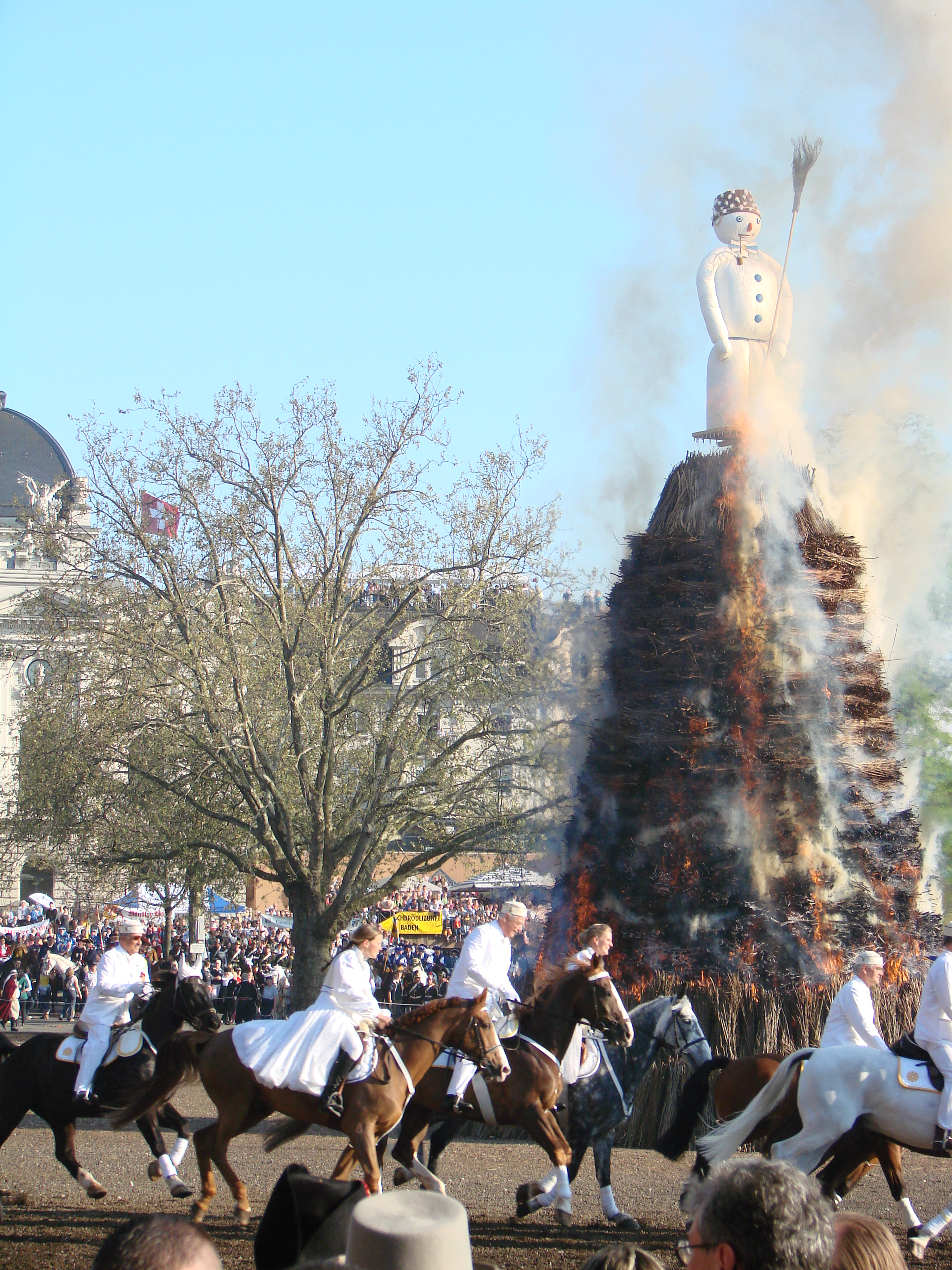
젝세로이텐 2007
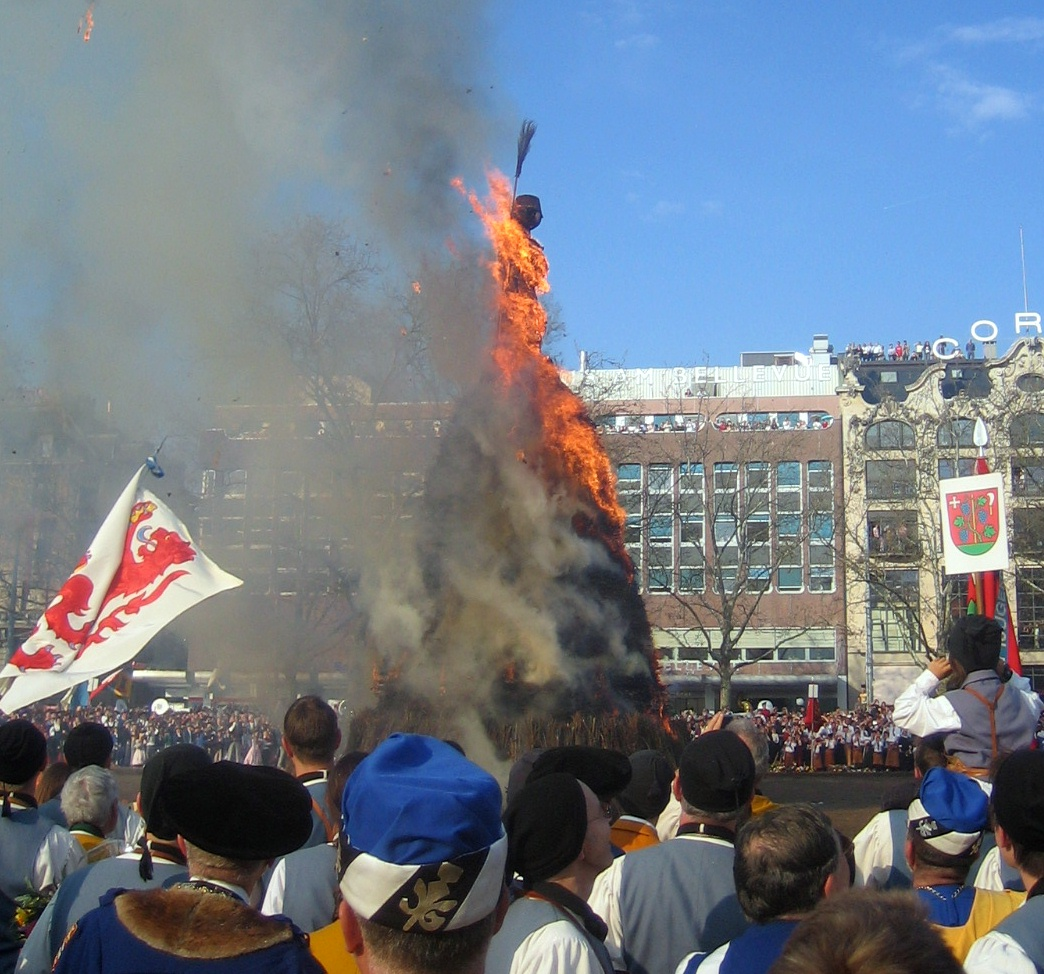
뵈외크 2006
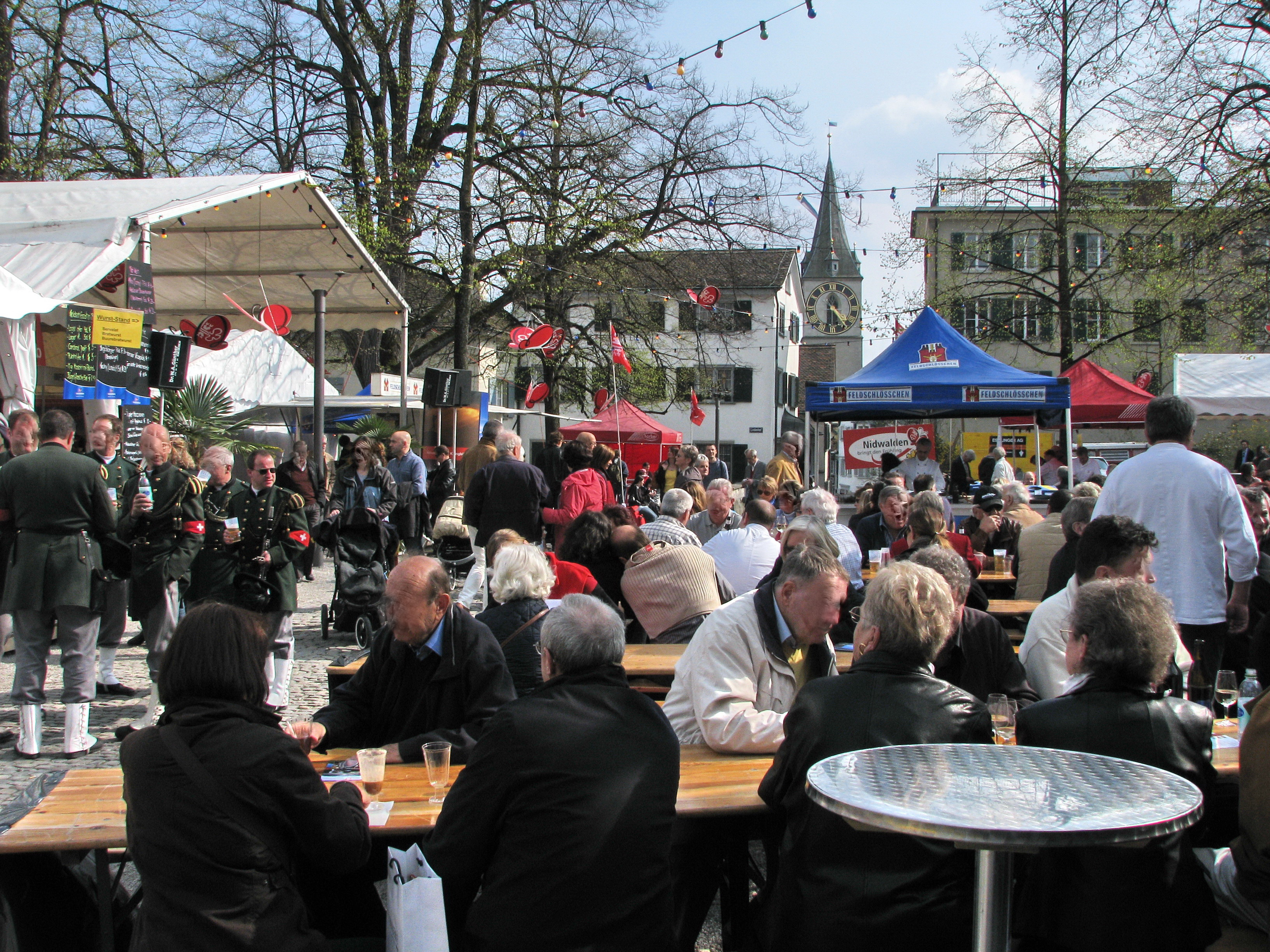
린덴호프 언덕의 잔치 (2010년 4월)
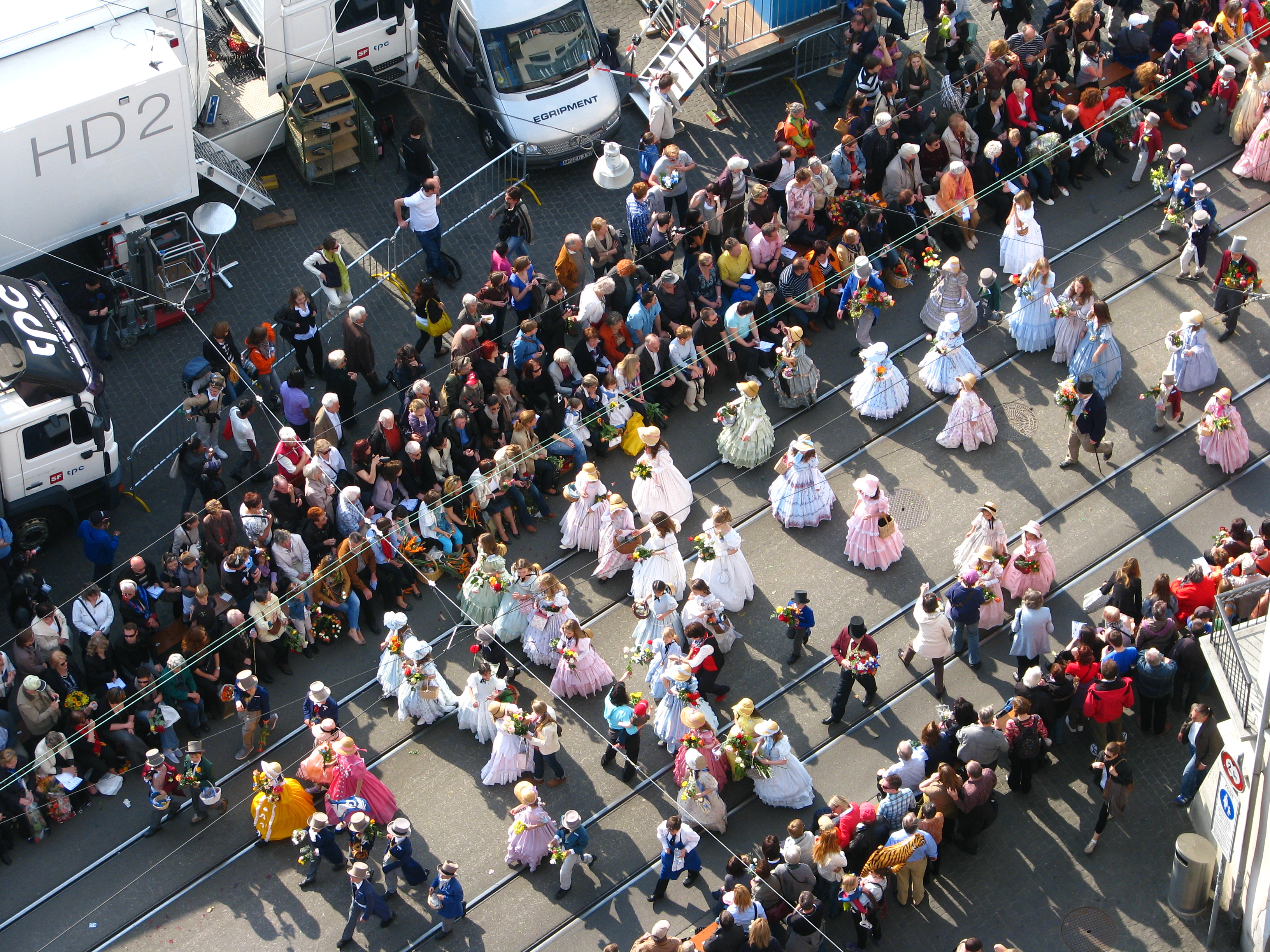
리마트콰이 퍼레이드 (2010년)
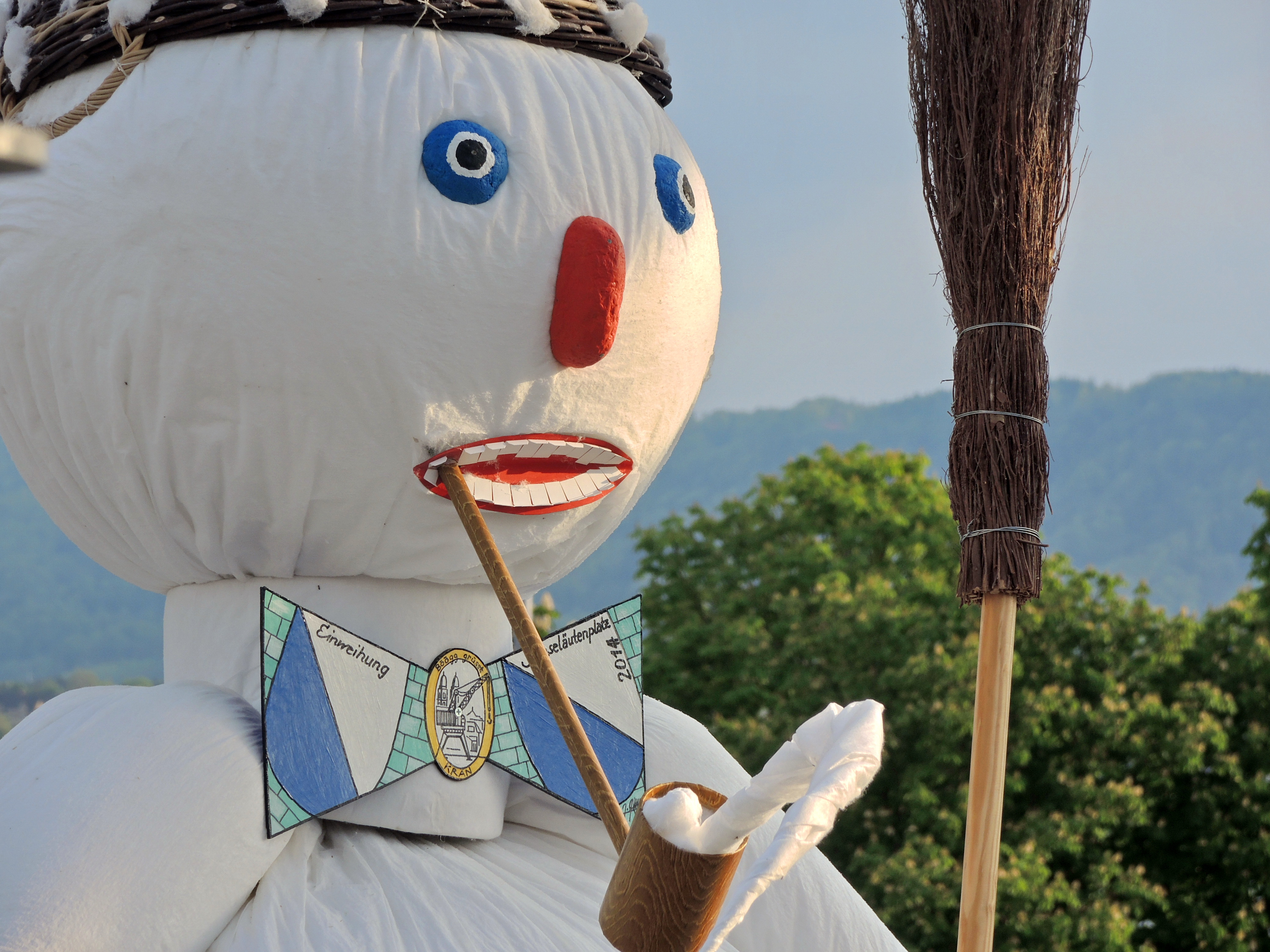
뵈외크의 웃는 얼굴...
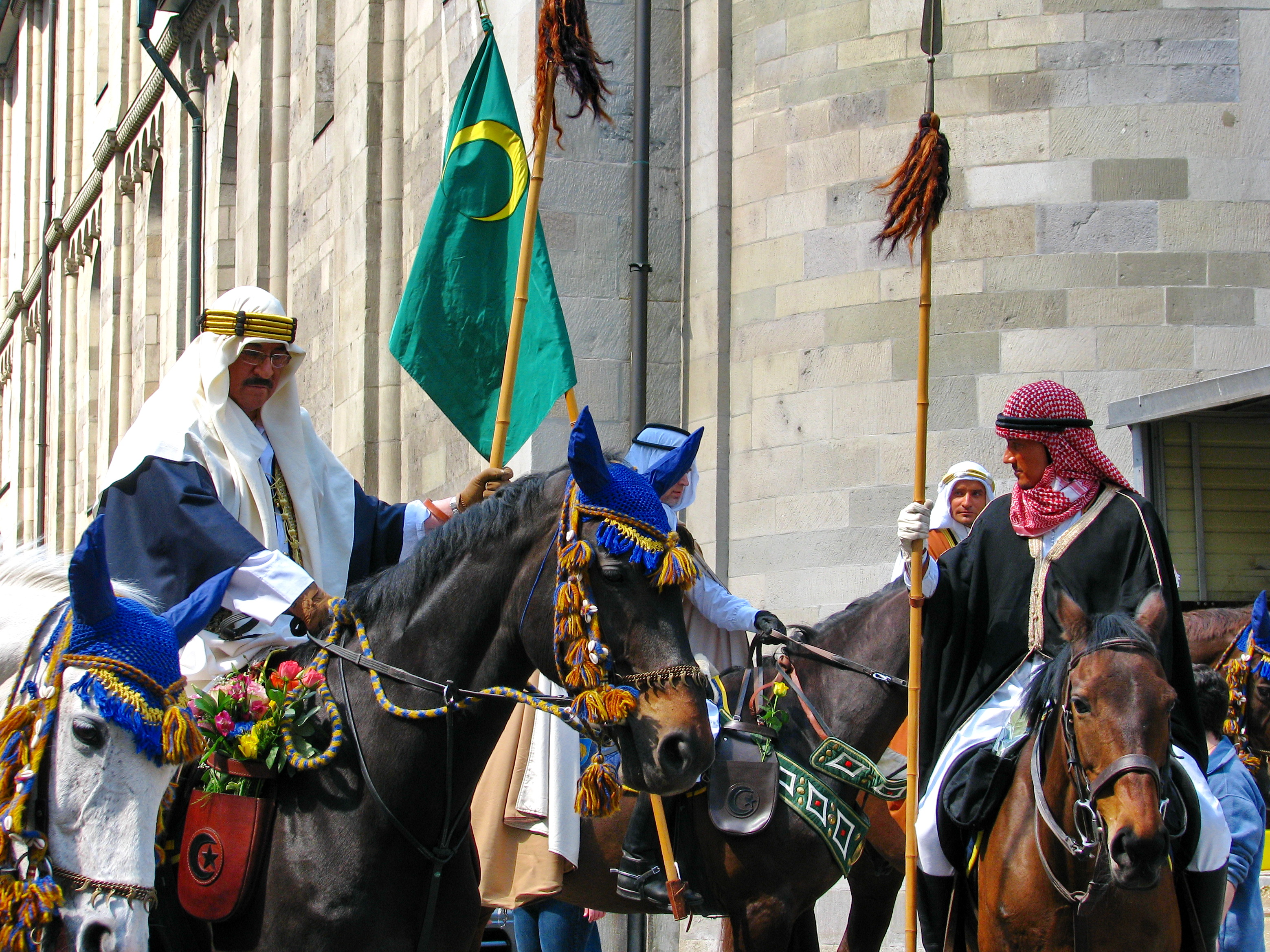
퍼레이드를 준비하는 켐벨 길드의 회원들(2010년)

## 같이 보기
- 취리히의 역사